# Мендивиль, Мануэль
Мануэль Мендивиль Иокуписио (исп. Manuel Mendívil Yocupicio; 24 августа 1935, Уатабампо, штат Сонора, Мексика — 15 августа 2015) — мексиканский спортсмен-конник, бронзовый призёр летних Олимпийских игр в Москве (1980). Дядя Сорайи Хименес Мандивиль, первой женщины в истории Мексики, ставшей олимпийской чемпионкой.

## Спортивная карьера
В возрасте 17 лет поступил в военное училище, где начал заниматься конным спортом. Являлся кадровым армейским офицером.
Трижды участвовал в летних Олимпийских играх (Токио-1964, Мюнхен-1972 и Москва-1980). На московской Олимпиаде стал обладателем бронзовой медали в командном конном троеборье на Ремембере. За это достижение вместе с партнерами по сборной получил Национальную спортивную премию Мексики.
Трёхкратный призёр Панамериканских игр:
- бронзовая медаль в Виннипеге (1967) в конкуре (личный зачет),
- золотая медаль в Кали (1971) в конном троеборье (личный зачет),
- бронзовая медаль в Мехико (1975) в командном троеборье.